# Otto Wahle
Otto Wahle (ur. 5 listopada 1879 w Wiedniu, zm. 11 sierpnia 1963 w Nowym Jorku) – austriacki pływak, medalista olimpijski.
Uczestniczył w Letnich Igrzyskach Olimpijskich 1900 w Paryżu oraz w Letnich Igrzyskach Olimpijskich 1904 w Saint Louis. W 1900 zdobył srebrne medale olimpijskie w pływaniu na 200 metrów z przeszkodami oraz na 1000 metrów stylem dowolnym. W 1904 na igrzyskach w St. Louis zdobył brązowy medal na 440 jardów stylem dowolnym.
Od 1906 był obywatelem Stanów Zjednoczonych. Prowadził reprezentację USA w pływaniu na igrzyskach olimpijskich w 1912 w Sztokholmie oraz reprezentację w piłce wodnej na igrzyskach olimpijskich w 1920 w Antwerpii i igrzyskach olimpijskich w 1924 w Paryżu.  